# Alterata glicemia a digiuno
L'alterata glicemia a digiuno, riportata anche come IFG dall'acronimo inglese Impaired fasting glucose, è un tipo di condizione pre-diabetica nel quale il livello di zucchero nel sangue durante il digiuno è costantemente superiore a quello che sono considerati i livelli normali; tuttavia, il livello non è sufficientemente elevato per essere diagnosticato come diabete mellito. Alcuni pazienti con alterata glicemia a digiuno possono avere una ridotta tolleranza al glucosio, ma molti hanno delle risposte normali ad un test orale di tolleranza al glucosio. 

## Segni e sintomi
Frequentemente l'alterazione glicemica non è accompagnata da sintomatologia, e viene scoperta incidentalmente durante un esame glicemico di routine.
Eventuali sintomi che possono presentarsi rispecchiano quelli collegati al diabete (seppur possano comparire con meno intensità rispetto ad esso) e comprendono:
- senso della sete aumentato (polidipsia);
- aumento della minzione e nicturia;
- astenia;
- parestesie;
- ritardata cicatrizzazione delle ferite;
- infezioni ricorrenti, specie all'apparato urinario.

## Diagnosi
La diagnosi avviene in presenza di un valore di glicemia a digiuno compreso tra i 100 e i 125 mg/dl. Questo criterio diagnostico viene utilizzato in vari paesi, tra cui Stati Uniti d'America, Italia e Regno Unito. L'Organizzazione Mondiale della Sanità invece suggerisce per la diagnosi un range pari a 110-125 mg/dl.

## Prognosi
Questo stato pre-diabetico è associato con la resistenza all'insulina e all'aumento il rischio di patologia cardiovascolare, anche se di minor rischio rispetto alla ridotta tolleranza al glucosio (IGT). L'alterata glicemia a digiuno può progredire a diabete mellito tipo 2 se non vengono apportate modifiche dello stile di vita. Vi è un rischio del 50% dopo 10 anni della progressione a diabete conclamato.